# زانکت وایت ام ووگ
زانکت وایت ام ووگ (به آلمانی: Sankt Veit am Vogau) یک منطقهٔ مسکونی در اتریش است که در لیبنیتس واقع شده‌است. زانکت وایت ام ووگ ۲۵٫۹ کیلومتر مربع مساحت دارد ۲۶۲–۲۹۷ متر بالاتر از سطح دریا واقع شده‌است.